# Jean-François Clouët des Pesruches
Pour les articles homonymes, voir Clouet.
 (janvier 2015).
Jean-François Clouët des Pesruches, né le 31 mars 1918 à Paris et mort le 11 décembre 1957 à Vaulandry (Maine-et-Loire), est un militaire et résistant français, compagnon de la Libération.

## Biographie

### Famille
La famille Clouët des Pesruches, originaire du Thymerais, fait partie des familles subsistantes d'ancienne bourgeoisie française. Elle est issue de Louis Clouët, sieur des Pesruches, chevau-léger de la garde ordinaire du roi, décédé v. 1726. Son fils, Pierre Charles Clouët, sieur des Pesruches, capitaine de cavalerie, chevalier de Saint-Louis, est brigadier des chevau-légers de la garde ordinaire du roi (1730-1761). Décédé vers 1774, il est le père de quatorze enfants.
Militaire, Jean-François Clouët des Pesruches issu de cette famille d'officiers de longue tradition. Sa famille possède le château de Vaulandry. Il est entré en 1938 à Saint-Cyr et a choisi l'aviation. Il est officier d'active de l'armée de l'air, basé à Toulouse.

### Seconde Guerre mondiale
À l'annonce de l'armistice de 1940, Jean-François Clouët des Pesruches va rencontrer à Cannes, en octobre 1940, Maurice Duclos, alias Saint-Jacques. Démobilisé en octobre 1942, il est maintenu d'office dans les cadres de la Sécurité militaire aérienne publique.
Il entre dans la résistance où il prendra le pseudonyme de Galilée. 
Dans la nuit du 28 avril 1943, avec une dizaine de volontaires pour rejoindre les forces du général de Gaulle,  il essaie de franchir les Pyrénées mais le groupe est arrêté par les carabiniers espagnols et interné à la prison de Lérida. Ils sont libérés le 5 mai 1943. Avec son camarade, il traverse l'Espagne. Après un bref séjour dans les prisons franquistes, il arrive à Gibraltar le 21 mai 1943 d'où il s'embarque immédiatement pour la Grande-Bretagne. Clouët des Pesruches s'engage alors dans les Forces françaises libres (FFL) le 19 juin 1943, sous le pseudonyme de De Menon. Il entre au Bureau central de renseignements et d'action (BCRA) où il devient chef du Bureau des opérations aériennes de la région M (Normandie, Bretagne, Anjou). En Anjou, il a travaillé pour la résistance avec Donald de Rochecouste, son beau-frère.
Parachuté en France dans la nuit du 16 au 17 août 1943 avec deux compagnons, Galilée met sur pied un réseau efficace. Après l'arrestation de Pierre Brossolette en Bretagne, il est chargé (hélas en vain) d'organiser son évasion de la prison de Rennes.  Invité par ses chefs, et notamment Jacques Chaban-Delmas, délégué militaire national, à regagner Londres, il s'envole dans la nuit du 4 au 5 juin 1944 à bord d'un Lysander et, via la Corse et Alger, parvient en Angleterre où il est reçu par le colonel Passy et par le général de Gaulle.
Nommé délégué militaire régional pour les Pays de Loire, l'Anjou et la Normandie, il revient en France par une opération de parachutage, dans la nuit du 16 au 17 juillet sur le terrain Caramel dans la Sarthe. Renommé Orbite, dans les jours qui suivent, il y rencontre Jacques Foccart. Il participe aux opérations de la Libération les armes à la main. Sorti de la clandestinité, le commandant Clouët des Pesruches libère La Flèche le 10 août 1944. 
En octobre 1944, il est nommé au cabinet d'André Diethelm, ministre de la Guerre, et est chargé de l'intégration des FFI dans l'armée régulière. Le 18 juin 1945, il reçoit, place de la Concorde, la croix de la Libération des mains du général de Gaulle.
Il quitte l'armée à la fin de l'année 1947.

## Hommages

### Décorations
- Officier de la Légion d'honneur[Quand ?]
- Compagnon de la Libération (1945)[2]
- Croix de guerre 1939–1945
- Médaille de la Résistance française, avec rosette
- Médaille des évadés
- Médaille commémorative des services volontaires dans la France libre
- Médaille commémorative française de la guerre 1939–1945
- Ordre du Service distingué (Royaume-Uni)
- Croix militaire (Royaume-Uni)
- Croix de guerre (Belgique)
- Officier de l'ordre de Léopold (Belgique)

### Odonymie
- Une rue porte son nom à Angers depuis 1970.